# Narcyza
Narcyza – imię żeńskie pochodzenia greckiego.
Jest żeńskim odpowiednikiem męskiego imienia Narcyz.
Imię to nie jest zaświadczone w średniowiecznych źródłach polskich; pojawiło się w Polsce w XIX wieku – wówczas było uważane za imię afektowane. W 2001 roku nosiło je 705 Polek.
Narcyza imieniny obchodzi 18 marca.
Formy zdrobniałe: Narcyzia, Cyzia.

## Odpowiedniki w innych językach
- angielski: Narcissa
- białoruski: Нарцыса
- czeski: Narcisa
- francuski: brak[2]
- hiszpański: Narcisa
- łacina: Narcissa
- niemiecki: brak[2]
- rosyjski: Нарцисса, Наркисса
- rumuński: Narcisa
- słowacki: Narcisa
- ukraiński: Нарциса
- węgierski: Nárcisz
- włoski: Narcisa

## Osoby noszące imię Narcyza
- św. Narcyza od Jezusa (1832–1869)
- Narcyza Żmichowska (1819–1876) – polska powieściopisarka i poetka

### Postaci fikcyjne
- Narcyza Malfoy